# La casa di Topolino
La casa di Topolino (Mickey Mouse Clubhouse) è una serie animata statunitense per bambini prodotta da Walt Disney Pictures Television Animation Distribution e distribuita dapprima da Buena Vista International Television e poi da Disney Junior Original Productions. In Italia, la serie viene trasmessa dal canale satellitare Disney Junior (ex-Playhouse Disney), del pacchetto Sky e Mediaset Premium nel blocco giornaliero di programmi dedicati ai bambini in età prescolare, ed in chiaro da Rai 2 e Rai Yoyo.
La produzione della suddivisione animazione della The Walt Disney Company è stata inizialmente annunciata per il 1º marzo 2005 da Gary Marsh, il vicepresidente esecutivo della Disney.
Questa è la terza volta che i principali personaggi Disney sono apparsi in 3D. I personaggi hanno debuttato in 3D nel 2003 nell'attrazione Mickey's PhilharMagic del parco divertimenti Magic Kingdom, poi nello speciale home video del 2004 Topolino strepitoso Natale!.
Il 17  agosto 2023, è stato rivelato che è in produzione un revival della serie che è uscito nel 2025 con il titolo di La casa di Topolino+.

## Trama
Topolino ed i suoi amici interagiscono con i piccoli spettatori a risolvere un problema appropriato all'età prescolare usando abilità di base, come identificare forme o contare fino a dieci.
Una volta spiegato il problema dell'episodio, il topo invita gli spettatori a seguirlo a un computer, la cui principale funzione è distribuire degli strumenti, gli "strumentopoli", atti a risolvere il problema del giorno. Una volta mostrati gli oggetti sullo schermo del computer, questi vengono velocemente caricati su Toodles, una miniatura del computer, che solo nella terza serie è dotato di una personalità. Dicendo "Oh, Toodles!" Topolino lo fa apparire cosicché lo spettatore possa decidere di quale oggetto si ha bisogno per risolvere la situazione contingente. Toodles di solito ha quattro oggetti, di cui uno è lo "Strumentopolo misterioso", un oggetto a sorpresa.
Lo show ha due canzoni originali eseguite dai They Might Be Giants: la sigla iniziale, nella quale una canzone che contiene alcune righe tratte dalla sigla Mickey Mouse Clubhouse ("Tisca, Tusca, Topolino!") è usata per convocare la casa di Topolino; e la canzone finale Hot Dog! ("il Ballettopolo").

## Personaggi

Topolino insieme ai suoi amici (da sinistra) Pluto, Paperina, Paperino, Minni e Pippo.

### Personaggi principali
- Topolino: è il protagonista della serie. È il proprietario della casa, ed è lui che parla ai telespettatori. Appare in una sola puntata dello spin-off Minni Toons - I fiocchi di Minni. Doppiato in inglese da Wayne Allwine (nelle prime tre stagioni) e Bret Iwan (nell'ultima stagione a causa della morte di Allwine) e in italiano da Alessandro Quarta.
- Minni: è la fidanzata di Topolino che lo aiuta in tutte le situazioni. Appare poi nel suo spin-off per bambine Minni Toons - I fiocchi di Minni che gestisce una boutique insieme a Paperina; vi appaiono anche l'uccellino Cucu Loca e le nipotine Milly e Melody. Doppiata in inglese da Russi Taylor e in italiano da Paola Valentini.
- Paperino: è un papero irascibile, fa da spalla a Topolino, insieme a Pippo. Parla in maniera spesso poco comprensibile. Ha un figlio di nome Paperino Jr. Doppiato in inglese dall'animatore Tony Anselmo e in italiano da Luca Eliani.
- Paperina: è la fidanzata di Paperino che aiuta Topolino insieme a Minni. Detiene la stella dell'aspirante medico e appare anche nello spin-off per bambine di Minni Toons - I fiocchi di Minni; anche lei gestisce la boutique insieme a Minni. Doppiata in inglese da Tress MacNeille e in italiano da Laura Lenghi.
- Pippo: è il miglior amico di Topolino. È un grande amico anche se un po' tardo, appare anche nello spin-off Minni Toons - I fiocchi di Minni come un cliente della boutique che gestiscono Minnie, Paperina e Cucu Loca. Doppiato in inglese da Bill Farmer e in italiano da Roberto Pedicini.
- Pluto: è il cane di Topolino. Nonostante sia una presenza fissa nella serie, raramente ha un ruolo importante. I suoi versi sono forniti in inglese da Farmer, stesso doppiatore di Pippo e in italiano da Marco De Risi (nelle prime tre stagioni) e poi Leslie La Penna (nell'ultima stagione).
- Toodles: è un marchingegno che porta a Topolino gli strumentopoli necessari. Doppiato in inglese da Rob Paulsen e in italiano da Daniele Raffaeli.
- Qoodles: è la controparte femminile di Toodles che porta a Minni i commentopoli necessari, apparsa per la prima volta ne La casa di Topolino - Avventura nello spazio come aiutante del Pirata dello Spazio Pietro. Doppiata in inglese da Taylor, stessa doppiatrice di Minni e in italiano da Sara Ferranti.

### Antagonisti
- Pietro Gambadilegno: è il rivale di Topolino. Diversamente dai fumetti non è cattivo ma a volte attacca briga per ostacolarlo. Doppiato in inglese da Jim Cummings e in italiano da Massimo Corvo per le prime due stagioni e a partire dall'episodio della stagione 2 Agente segreto Paperina nelle parti parlate, stagione 3 e stagione 4 da Angelo Nicotra.
- Topesio (o Mortimer): è l'infido rivale di Topolino. Appare raramente. Doppiato in inglese da Maurice LaMarche e in italiano da Franco Mannella.
- Butch il bulldog: è il cane di Pietro che era stato nemico di Pluto e Figaro. Emette solo versi che sono forniti da Frank Welker.

### Personaggi minori
- Clarabella: è una delle migliori amiche di Minni e fidanzata con Pippo e appare anche nello spin-off Minni Toons - I fiocchi di Minni come la cliente della boutique che gestiscono Minni, Paperina e Cucu Loca. Doppiata in inglese da April Winchell e in italiano da Emanuela Baroni.
- Willie il gigante: è il gigante amico di Topolino e dei suoi amici. Non viene mai spiegato però perché, nel passaggio dalla prima alla seconda stagione, Willie il gigante sia diventato amico di Topolino. Doppiato in inglese da Will Ryan e in italiano da Leslie La Penna.
- Pico De Paperis: è uno scienziato che aiuta Topolino e gli amici a risolvere alcuni problemi. Parla con un accento austriaco. Doppiato in inglese da Corey Burton e in italiano da Gerolamo Alchieri.
- Cip e Ciop: sono gli scoiattoli che sono stati nemici di Paperino e di Pluto. Doppiati in inglese da Tress MacNeille, stessa doppiatrice di Paperina e da Corey Burton, il doppiatore di Pico De Paperis e in italiano da Antonella Rinaldi (Cip) e Teo Bellia (Ciop).
- Bubù: è il pollo di Paperino. Doppiato in inglese da Dee Bradley Baker e in italiano da Michele Caruso.

## Doppiaggio
| Personaggio       | Doppiatore originale                      | Doppiatore italiano                                           |
| ----------------- | ----------------------------------------- | ------------------------------------------------------------- |
| Topolino          | Wayne Allwine (st. 1-3) Bret Iwan (st. 4) | Alessandro Quarta                                             |
| Minni             | Russi Taylor                              | Paola Valentini                                               |
| Paperino          | Tony Anselmo                              | Luca Eliani                                                   |
| Paperina          | Tress MacNeille                           | Laura Lenghi                                                  |
| Pippo             | Bill Farmer                               | Roberto Pedicini                                              |
| Pluto             | Bill Farmer                               | Marco De Risi (st.1-3) (versi) Leslie La Penna (st.4) (versi) |
| Cip               | Tress MacNeille                           | Antonella Rinaldi                                             |
| Ciop              | Corey Burton                              | Teo Bellia                                                    |
| Pietro            | Jim Cummings                              | Massimo Corvo (st.1-2) Angelo Nicotra (st.3-4)                |
| Pico De Paperis   | Corey Burton                              | Gerolamo Alchieri                                             |
| Clarabella        | April Winchell                            | Barbara Castracane                                            |
| Willie il gigante | Will Ryan                                 | Leslie La Penna                                               |
| Toodles           | Rob Paulsen                               | Daniele Raffaeli                                              |
| Qoodles           | Russi Taylor                              | Sara Ferranti                                                 |

## Episodi
I titoli italiani sono quelli ufficiali secondo la messa in onda sui canali Disney italiani, confermati dalla voce di Topolino che li legge ad inizio episodio.
L'ordine inserito è quello della messa in onda originale. Qualche episodio è stato inserito in posizione diversa per mantenere una continuità nella visione degli episodi.
Ad esempio, l'episodio Buon compleanno, Toodles, in cui Toodles riceve un aggiornamento del proprio software che gli permette di parlare, è stato spostato in avanti in modo che ogni episodio successivo abbia questo Toodles e non la vecchia versione.

### Prima stagione (2006-2007)
| N° | Titolo originale                | Titolo italiano                                                      |
| -- | ------------------------------- | -------------------------------------------------------------------- |
| 1  | Daisy-Bo-Peep                   | Le pecorelle smarrite 26 maggio 2006 4:3 1:33:1 PAl Playhouse Disney |
| 2  | A Surprise for Minnie           | Una sorpresa per Minni                                               |
| 3  | Goofy's Bird                    | L'uccellino rosso                                                    |
| 4  | Donald's Big Balloon Race       | Paperino e la gara in mongolfiera                                    |
| 5  | Mickey Goes Fishing             | Topolino va a pesca                                                  |
| 6  | Donald and the Beanstalk        | Paperino e i fagioli magici                                          |
| 7  | Minnie's Birthday               | Il compleanno di Minni                                               |
| 8  | Donald the Frog Prince          | Paperino il Principe Ranocchio                                       |
| 9  | Goofy on Mars                   | Pippo su Marte                                                       |
| 10 | Mickey-Go-Seek                  | Chi cerca trova                                                      |
| 11 | Daisy's Dance                   | Il ballo di Paperina                                                 |
| 12 | Pluto's Ball                    | La palla di Pluto                                                    |
| 13 | Mickey's Treasure Hunt          | Topolino e il tesoro nascosto                                        |
| 14 | Daisy in the Sky                | Paperina e il volo con i palloncini                                  |
| 15 | Pluto's Puppy-Sitting Adventure | Pluto cucciolo-sitter                                                |
| 16 | Pluto's Best                    | Pluto è il migliore                                                  |
| 17 | Mickey's Treat                  | Lo scherzetto di Topolino                                            |
| 18 | Minnie Red Riding Hood          | Minni Cappuccetto Rosso                                              |
| 19 | Sleeping Minnie                 | Minni addormentata                                                   |
| 20 | Mickey Saves Santa              | Topolino salva il Natale                                             |
| 21 | Goofy the Great                 | Pippo il grande                                                      |
| 22 | Mickey's Color Adventure        | Topolino e l'avventura dei colori                                    |
| 23 | Goofy's Petting Zoo             | Lo zoo di Pippo                                                      |
| 24 | Mickey's Great Clubhouse Hunt   | Caccia grossa all'uovo di pasqua                                     |
| 25 | Dr. Daisy, M.D.                 | Dottoressa Paperina                                                  |
| 26 | Donald's Lost Lion              | Paperino e il leone perduto                                          |
| 27 | Donald's Hiccups                | Il singhiozzo di Paperino                                            |

### Seconda stagione (2008-2010)
| N° | Titolo originale                  | Titolo italiano                           |
| -- | --------------------------------- | ----------------------------------------- |
| 1  | Fancy Dancin' Goofy               | Pippo ballerino perfetto                  |
| 2  | Goofy the Homemaker               | Pippo fai da te                           |
| 3  | Mickey's Handy Helpers            | Ripariamo le mani meccaniche!             |
| 4  | Goofy Baby                        | Pippo bebè                                |
| 5  | Minnie's Picnic                   | Il picnic di Minni                        |
| 6  | Goofy in Training                 | Pippo e il percorso a ostacoli            |
| 7  | Mickey's Big Band Concert         | Topolino e il concerto della grande banda |
| 8  | Goofy's Hat                       | Il cappello di Pippo                      |
| 9  | Donald's Special Delivery         | Un pacco a sorpresa per Paperino          |
| 10 | Clarabelle's Clubhouse Carnival   | Il luna park di Clarabella                |
| 11 | Mickey and Minnie's Jungle Safari | Il safari di Topolino e Minni             |
| 12 | Mickey's Camp Out                 | Il campeggio di Topolino                  |
| 13 | Daisy's Pet Project               | Un animale domestico per Paperina         |
| 14 | Mickey's Big Job                  | Topolino e il gigantesco impegno          |
| 15 | Mickey's Round Up                 | Il rodeo di Topolino                      |
| 16 | Pluto's Bubble Bath               | Pluto e il bagno con le bolle             |
| 17 | Mickey's Art Show                 | Topolino e la mostra di arti decorative   |
| 18 | Mickey's Silly Problem            | Topolino e la rima baciata                |
| 19 | Mickey's Thanks a Bunch Day       | Topolino e la giornata del grazie davvero |
| 20 | Secret Spy Daisy                  | Agente segreto Paperina                   |
| 21 | Pluto to the Rescue               | Pluto, il cane da salvataggio             |
| 22 | Sir Goofs-a-Lot                   | Sir Pippo Lancillotto                     |
| 23 | Minnie's Mystery                  | Il mistero di Minni                       |
| 24 | Mickey's Comet                    | La cometa di Topolino                     |
| 25 | Clarabelle's Clubhouse Mooo-Sical | Il musical di Clarabella                  |
| 26 | Minnie's Rainbow                  | L'arcobaleno di Minni                     |
| 27 | Space Captain Donald              | Comandante spaziale Paperino              |
| 28 | The Friendship Team               | La festa dell'amicizia                    |
| 29 | Mickey's Message from Mars        | Il messaggio di Topolino marziano         |
| 30 | Pete's Beach Blanket Luau         | Luau! La festa hawaiana di Pietro!        |
| 31 | Donald's Ducks                    | Le papere di Paperino                     |
| 32 | Goofy's Coconutty Monkey          | Pippo, Coco e la cocco-festa              |
| 33 | Mickey's Clubhouse Choo-Choo      | Il trenino Ciuf Ciuf                      |
| 34 | Minnie's Bee Story                | Il ritorno a casa dell'ape Bzz-Bzz        |
| 35 | Pluto's Playmate                  | La foca Salty                             |
| 36 | Mickey and the Enchanted Egg      | Topolino e l'uovo incantato               |
| 37 | Goofy Goes Goofy                  | Pippo si fa in sei                        |
| 38 | Mickey's Adventures in Wonderland | Topolino nel Paese delle Meraviglie       |
| 39 | Goofy's Super Wish                | Il super desiderio di Pippo               |
| 40 | Mickey's Big Surprise             | La grande sorpresa di Topolino            |

### Terza stagione (2010-2012)
| N° | Titolo originale                 | Titolo italiano                        |
| -- | -------------------------------- | -------------------------------------- |
| 1  | Goofy's Goofbot                  | Il robopippo di Pippo                  |
| 2  | Mickey's Springtime Surprise     | Topolino e la sorpresa di primavera    |
| 3  | Super Goof's Super Puzzle        | Il super rompicapo di Super Pippo      |
| 4  | Donald of the Desert             | Paperino del deserto                   |
| 5  | Happy Birthday, Toodles          | Buon compleanno, Toodles!              |
| 6  | Goofy's Magical Mix-Up           | I due maghi                            |
| 7  | Pluto's Dinosaur Romp            | Un cucciolone... d'altri tempi         |
| 8  | Minnie’s Pajama Party            | Il pigiama party di Minni              |
| 9  | Road Rally                       | Il rally della casa di Topolino        |
| 10 | Donald the Genie                 | Paperino il genio                      |
| 11 | Daisy's Grasshopper              | Paperina e la cavalletta               |
| 12 | Mickey's Mousekersize            | I topoallenamenti                      |
| 13 | Mickey's Little Parade           | La mini parata di Topolino             |
| 14 | Minnie's Mouseke-Calendar        | Il topocalendario di Minni             |
| 15 | Pluto Lends a Paw                | Qua la zampa, Pluto                    |
| 16 | Minnie's Bow-Tique               | La fiocco boutique di Minni            |
| 17 | Minnie's Masquerade              | Il ballo in maschera di Minni          |
| 18 | Goofy's Giant Adventure          | La gigantesca avventura di Pippo       |
| 19 | Donald's Clubhouse               | La casa di Paperino                    |
| 20 | Mickey's Show and Tell           | Il mostra e racconta di Topolino       |
| 21 | Mickey's Fishy Story             | Topolino e il pesciolino rosso         |
| 22 | Space Adventure                  | Avventura nello spazio                 |
| 23 | The Go-Getters                   | Le AcchiappaTutto                      |
| 24 | Goofy's Gone                     | Pippo è scomparso                      |
| 25 | Goofy Babysitter                 | Pippo babysitter                       |
| 26 | Mickey's Train Station           | La stazione ferroviaria di Topolino    |
| 27 | Pluto's Tale                     | La favola di Pluto                     |
| 28 | Goofy's Thinking Cap             | Il pensa cappello di Pippo             |
| 29 | Minnie and Daisy's Flower Shower | La mostra floreale di Minni e Paperina |
| 30 | Prince Pete's Catnap             | Il pisolino del principe Pietro        |
| 31 | Aye Aye Captain Mickey           | Signorsì capitan Topolino              |
| 32 | Donald Hatches an Egg            | Paperino e l'uovo sconosciuto          |
| 33 | The Golden Boo-Boo               | Il Bubu d'oro                          |

### Quarta stagione (2012-2016)
| N° | Titolo originale               | Titolo italiano                                 |
| -- | ------------------------------ | ----------------------------------------------- |
| 1  | Mickey and Donald Have a Farm  | La fattoria di Topolino e Paperino              |
| 2  | Quest for the Crystal Mickey   | Alla ricerca del Topolino di cristallo          |
| 3  | Daisy's Pony Tale              | La coda di cavallo di Paperina                  |
| 4  | Mickey's Farm Fun-Fair         | La fiera del divertimento                       |
| 5  | The Wizard of Dizz             | Il mago di Dizz                                 |
| 6  | Super Adventure!               | La super avventura!                             |
| 7  | Mickey's Mystery               | Un mistero per Topolino                         |
| 8  | Minnie's Pet Salon             | Il centro animali di Minni                      |
| 9  | Minnie-Rella                   | Minni-rentola                                   |
| 10 | Mickey's Clubhouse Rocks       | Con noi a tutto rock!                           |
| 11 | Donald Jr.                     | Paperino Junior                                 |
| 12 | Sea Captain Mickey             | Topolino capitano di mare                       |
| 13 | Mickey's Pirate Adventure      | Topolino e l'avventura pirata                   |
| 14 | Mickey's Happy Mousekeday      | Il topo-compleanno di Topolino                  |
| 15 | Minnie's Winter Bow Show       | Il fiocco show di Minni                         |
| 16 | Around the Clubhouse World     | Il giro intorno al mondo della casa di Topolino |
| 17 | Mickey's Mousekeball           | La topopalla di Topolino                        |
| 18 | Donald's Brand New Clubhouse   | Paperino e la casa nuova di zecca               |
| 19 | Mickey's Mousekedoer Adventure | Viaggio al centro della macchina magica         |
| 20 | Mickey's Monster Musical       | Topolino e il musical mostruoso                 |
| 21 | Pop Star Minnie!               | Minni pop star                                  |
| 22 | Chef Goofy on the Go           | Pippo chef ambulante                            |
| 23 | Oh, Toodles!                   | Oh Toodles                                      |
| 24 | Mickey's Sport-Y-Thon          | Le topolimpiadi                                 |
| 25 | Martian Minnie's Tea Party     | Un tè da Minni marziana                         |
| 26 | A Goofy Fairy Tale             | La favola di Pippo                              |

## Distribuzione

### DVD
Molti episodi della serie sono commercializzati, a gruppi di tre, in DVD.

## Accoglienza
Alessandra Stanley del The New York Times ha comparato la serie a Wonder Pets!, dicendo che "La casa di Topolino è molto più semplice, ma alcune volte meno è meglio" e "Per molto tempo nella sua carriera televisiva, il topo era più il direttore delle cerimonie che una stella comica. Ora è diventato simile a Mister Rogers: un insegnante gentile". Larisa Wiseman del Common Sense Media ha dato 3 stelle su 5 allo show, lodando il metodo educativo, i messaggi positivi e le interazioni sociali fra i personaggi.
Stuart Heritage del The Guardian ha incluso la serie nei "Miglior Show da guardare su Disney+", dicendo che è perfetta per i piccoli spettatori. Charles Curtis del USA Today l'ha posizionata nona nella classifica "I Miglior 20 Show per Ragazzi Attualmente".

## Riconoscimenti
- Annie Award
  - 2010 - Candidata per Miglior Serie Animata per Bambini[10]
  - 2012 - Candidata per Miglior Serie Animata per Prescolari[11]
- Daytime Emmy Awards
  - 2011 - Candidata per Miglior Serie Animata per Bambini[12], Bill Farmer è stato candidato per Miglior Performance in una Serie Animata nel suo ruolo di Pippo, Mike Himelstein e Michael Turner per Miglior Composizione e Direzione Musicale.[13]
  - 2015 - Dick Van Dyke è stato candidato per Miglior Performance in una Serie Animata.[14]
- Behind the Voice Actors Awards
  - 2013 - Miglior Cast di Doppiatori in una Serie Televisiva - Bambini/Educativa.[15]
  - 2014 - Candidata per Miglior Cast di Doppiatori in una Serie Televisiva - Bambini/Educativa, Russi Taylor e April Winchell sono state candidate per Miglior Performance di Doppiaggio Femminile in una Serie Televisiva - Bambini/Educativa e Bill Farmer e Tony Anselmo per il premio maschile.
- iKids Awards
  - 2013 - Miglior Serie Web/App[16]

## Spin-off e Sequel
Nel 2011 esce un cartone animato dal titolo Minni Toons - I fiocchi di Minnie, trasmesso in Italia su Disney Junior e anche su Rai 2 e Rai Yoyo. Tutti i personaggi della serie, tranne Toodles, Qoodles e Willie il gigante sono stati riconfermati nella nuova serie televisiva Topolino - Strepitose avventure che è stata trasmessa in Italia il 19 aprile 2017 su Disney Junior e nel novembre dello stesso anno su Rai Yoyo.
Il 21 luglio 2025 è uscito su Disney Junior il revival chiamato La casa di Topolino+, mentre su Disney Plus è uscito a livello globale il giorno successivo. La serie verrà trasmessa prossimamente in chiaro su Rai Yoyo.